# Sölvesborg
Sölvesborg è una cittadina della Svezia meridionale, capoluogo del comune omonimo, nella contea di Blekinge; nel 2005 aveva una popolazione di 7 883 abitanti, su un'area di 5,71 km².